# イラクリー・オクルアシュヴィリ
イラクリー・オクルアシュヴィリ（オクルアシビリ、グルジア語: ირაკლი ოქრუაშვილი、Irakli Okruashvili、1973年11月6日 - ）は、グルジアの政治家。ミヘイル・サアカシュヴィリ大統領の下で国防相などの要職を歴任した。しかし、2006年11月に失脚する。
2007年9月、野党統一グルジア運動結成を表明する。しかし、同年9月27日に党本部で汚職、不正な資金洗浄および職権乱用の容疑で逮捕された。2007年グルジアを出国し、フランスに亡命した。

## 経歴・概要
イラクリー・オクルアシュヴィリは、グルジア・ソビエト社会主義共和国南オセチア自治州のツヒンヴァリに生まれる。トビリシ大学国際法および国際関係学部を卒業する。大学卒業後は弁護士となる。

### 政治的経歴
2000年司法次官に就任する。ミヘイル・サアカシュヴィリの統一国民運動に入党し、2002年トビリシ市議会選挙に立候補し当選する。バラ革命のあと、2003年11月シダ・カルトリ地区（南オセチアを含む）大統領全権代表（知事）に任命される。知事としては汚職と密輸の取り締まりに断固たる決意を示した。
2003年11月検事総長、2004年5月内相を経て、同年12月国防相を歴任する。国防相在職中は、南オセチア政策で強硬派に属し、同地区に対する軍事行動をしばしば主張した。
ロシア「ヴェルシヤ」紙は、オクルアシュヴィリのインタビューを掲載し、ロシアは「2ヵ国間での対立が戦争に発展した場合、多くを失う」と述べた。もっともグルジア国防省は次の日にインタビュー内容を否定した。これに対して、ロシア紙側はオクルアシュヴィリとルスラン・ゴルヴォイ記者とのやりとりの録音を示し反論した。
オクルアシュヴィリはロシアによるグルジアワイン輸入停止.でも不穏当な発言が問題になった。5月1日には、2007年1月1日まで南オセチアに対する影響力が旧に復しない場合は国防相の辞任に言及した。
2006年11月10日経済開発相に任命される。後任の国防相にはダヴィード・カゼラシュヴィリが就任した。しかし一週間後の11月17日にオクルアシュヴィリは辞任した。

### 野党政治家として
2007年9月25日オクルアシュヴィリは新たな野党「統一グルジア運動」結成を発表し、サアカシュヴィリ大統領を批判するとともに、汚職や政権の人権侵害を訴えた。グルジア首相、国会議長を勤めた政治家で、2005年2月に死亡したズラブ・ジワニアの死に対しても調査に疑問を呈し、実業家で大統領選挙にも立候補したバドリ・パタルカチシュヴィリの殺害が計画されたとサアカシュヴィリを直接、訴えた。
新党に関する推測は流布され続けた。多くの政治評論家はオクルアシュヴィリの政界復帰は「醜聞戦争」の再開と予想した。党の新本部建設に関して党財政の不透明さやオクルアシュヴィリの側近でシダカルトリ地区知事のミヘイル・カレリ知事の逮捕など、オクルアシュヴィリの周辺はきな臭い動きが絶えなかった。

### 逮捕と亡命
2007年9月27日オクルアシュヴィリは国防相在任中に強要、資金洗浄、職権濫用に問われて拘留された。2007年9月28日オクルアシュヴィリを支持する野党はグルジア議会で、共闘した。。
2007年10月8日、ビデオ録画でオクルアシュヴィリは、国防相在任中に贈収賄があったことを認めた。しかし、保釈後、オクルアシュヴィリは贈収賄を撤回した。また一部野党指導者からは罪を軽減するため、贈収賄を認めたと説明した。
保釈されたオクルアシュヴィリは健康上の理由を名目にグルジアを出国した。